# Quercus lowii
Quercus lowii és una espècie de roure que pertany a la família de les fagàcies i està dins del subgènere Cyclobalanopsis, del gènere Quercus.

## Morfologia
Q. lowii és un arbre de fins a 20 m d'alçada i amb un tronc de fins a 0,4 m de diàmetre. L'escorça és rugosa de color gris fosc. Els brots joves de color gris fosc, poc profunds, inicialment densament pubescents amb tricomes estelats, glabrescent tardà, lenticel·lats; els brots terminals ovoides a subgloboses, densament tomentoses; les estípules són lineals, agudes, de 2-4 mm de llargada. Les seves fulles de 4-12 cm x 2-5 gruixudes i coriàcies, ovales a el·líptiques; el seu àpex és agut o acuminat amb base arrodonida amb forma de cor, de vegades asimètrica, marge sencer o bé remotament serrat en la meitat superior, adaxialment brillant, sense pèl o sense brillantor amb pèls estrellats dispersos en el nervi central; abaxialment tomentós amb pèls estrellats marronosos, tardanament glabrescents; 5-8 parells de venes, paral·leles, formant un angle de 50-60° amb el nervi central; pecíol pubescent, glabrescent, estriat adaxialment, de 1-2 cm de llarg. Floreig entre els mesos de juny i juliol, aments masculins prims, 5-10 cm de llarg, tomentosos; flors masculines solitàries o fins a 3, periant 5-6 lòbuls, tomentoses, glabrescents, 4-6 estams, gineceu substituït per fins pèls llanuts; inflorescència femenina de 1-2 cm de llarg, de 2 a 5 flors; flors femenines periant de 4-7 lòbuls, piloses, d'ovari cònic, 3-6 estils d'1 mm de llargada. Les glans de 2 cm de llarg, 1,5 cm de diàmetre; còniques, ovoides a cilíndriques, glabrescents, àpex obtús, base convexa; tancat 1/4 a 1/3 de la copa; de vegades dos fruits a la mateixa cúpula, copa amb 4-5 anells concèntrics denticulats; madura d'agost a març.

## Distribució
Creixen en els boscos de muntanya tropical entre els 1500 fins als 2500 m, a l'lla de Borneo.

## Taxonomia
Quercus lowii va ser descrita per King i publicat a Annals of the Royal Botanic Garden. Calcutta 2: 28. 1889.
Etimologia
Quercus: nom genèric del llatí que designava igualment al roure i a l'alzina.
lowii: epítet atorgat per l'oficial de la Companyia Britànica de les Índies Orientals i col·leccionista de plantes Sir Hugh Low (1824–1905).